# Madeleine Dreyfus
Pour les articles homonymes, voir Dreyfus.
Madeleine Dreyfus née Kahn (1er mars 1909 dans le 9e arrondissement de Paris - 10 janvier 1987 dans le 10e arrondissement de Paris) est une psychologue française, venant d'une famille juive assimilée, qui fréquente les surréalistes (André Breton et Jean Cocteau). Durant la Seconde Guerre mondiale à Lyon, elle travaille avec l'Œuvre de secours aux enfants (OSE) et fait partie du réseau Garel. Elle est déportée par le convoi no 80, en date du 23 juillet 1944, du camp de Drancy vers Bergen-Belsen. Elle continue de travailler à l'OSE après la guerre.

## Biographie

### Enfance et famille
Madeleine Kahn naît le 1er mars 1909 dans le 9e arrondissement de Paris,. Elle est la sœur de Martine Kahn.
Sa famille juive est assimilée. Après son baccalauréat, elle fréquente les milieux surréalistes, en particulier André Breton et Jean Cocteau. En 1933, elle épouse, Raymond Dreyfus, né le 19 janvier 1903 à Lille, un homme d'affaires. Ils ont trois enfants : Michel Dreyfus (né en 1934), Jacques Dreyfus (né en 1937) et Annette Dreyfus (née en 1943).

### Seconde Guerre mondiale
La famille Dreyfus se réfugie à Lyon en 1941. Elisabeth Hirsch, qui dirige la branche lyonnaise de l'Œuvre de secours aux enfants demande à Madeleine Dreyfus de joindre son organisation. Elle accepte et s'occupe à trouver des familles ou des institutions pour placer des jeunes enfants ou adolescents juifs. Elle aboutit au village Le Chambon-sur-Lignon et fait connaissance avec le pasteur André Trocmé et son épouse Magda Trocmé ainsi qu'avec les villageois volontaires pour l'aide. Madeleine Dreyfus fait le va-et-vient entre Lyon et Le Chambon pendant deux ans, y amenant des enfants, avec qui elle reste en contact.
Une des institutions coopérantes était une maison pour enfants sourds et muets de Villeurbanne. Il arrivait qu'un enfant y soit placé pour quelques jours. Le 23 novembre 1943 (ou le 26 novembre 1943, selon une autre source), Madeleine Dreyfus apprend qu'une rafle par la Gestapo est imminente à cet endroit. Elle s'y rend pour sauver un enfant juif. La Gestapo était déjà arrivée. Elle est arrêtée. À cette époque, elle allaite son bébé de deux mois, Annette. Elle réussit à avertir sa famille de son arrestation, pour qu'elle puisse quitter son appartement et trouver un refuge.
Elle est déportée vers le Reich allemand par le convoi I.296 constitué de juifs résistants. 
Elle est libérée de Bergen-Belsen en mai 1945.

### Après la Guerre
Après la Seconde Guerre mondiale, Madeleine Dreyfus continue de travailler à l'Œuvre de secours aux enfants, comme psychologue. Elle a aussi une pratique privée. Elle est une des fondatrices de l'institut de formation et d’études psychosociologiques et pédagogiques (IFEPP) en 1963.

### Mort
Madeleine Dreyfus meurt le 10 janvier 1987 dans le 10e arrondissement de Paris.

## Distinction
Médaille de la Résistance française (décret du 31 mars 1947).